# Festival international des cinémas d'Asie de Vesoul 2016

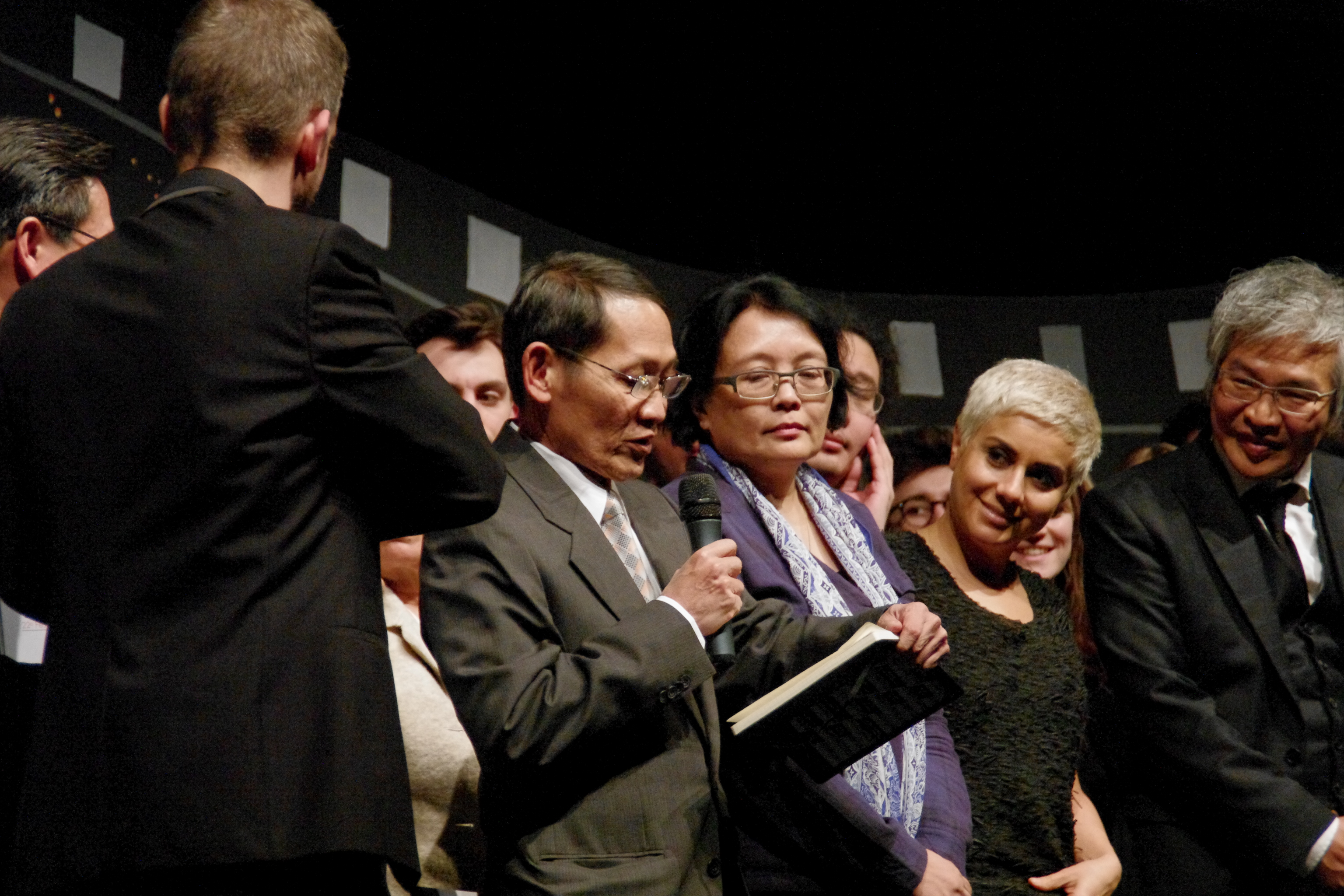
Jury International, de gauche à droite, Euthana Mukdasanit, Nan Triveni Achnas, Mania Akbari et Im Sang-soo (Président)

Le Festival international des cinémas d'Asie de Vesoul 2016, 22e édition du festival, s'est déroulé du 3 février 2016 au 10 février 2016.

## Les jurys

### Jury International

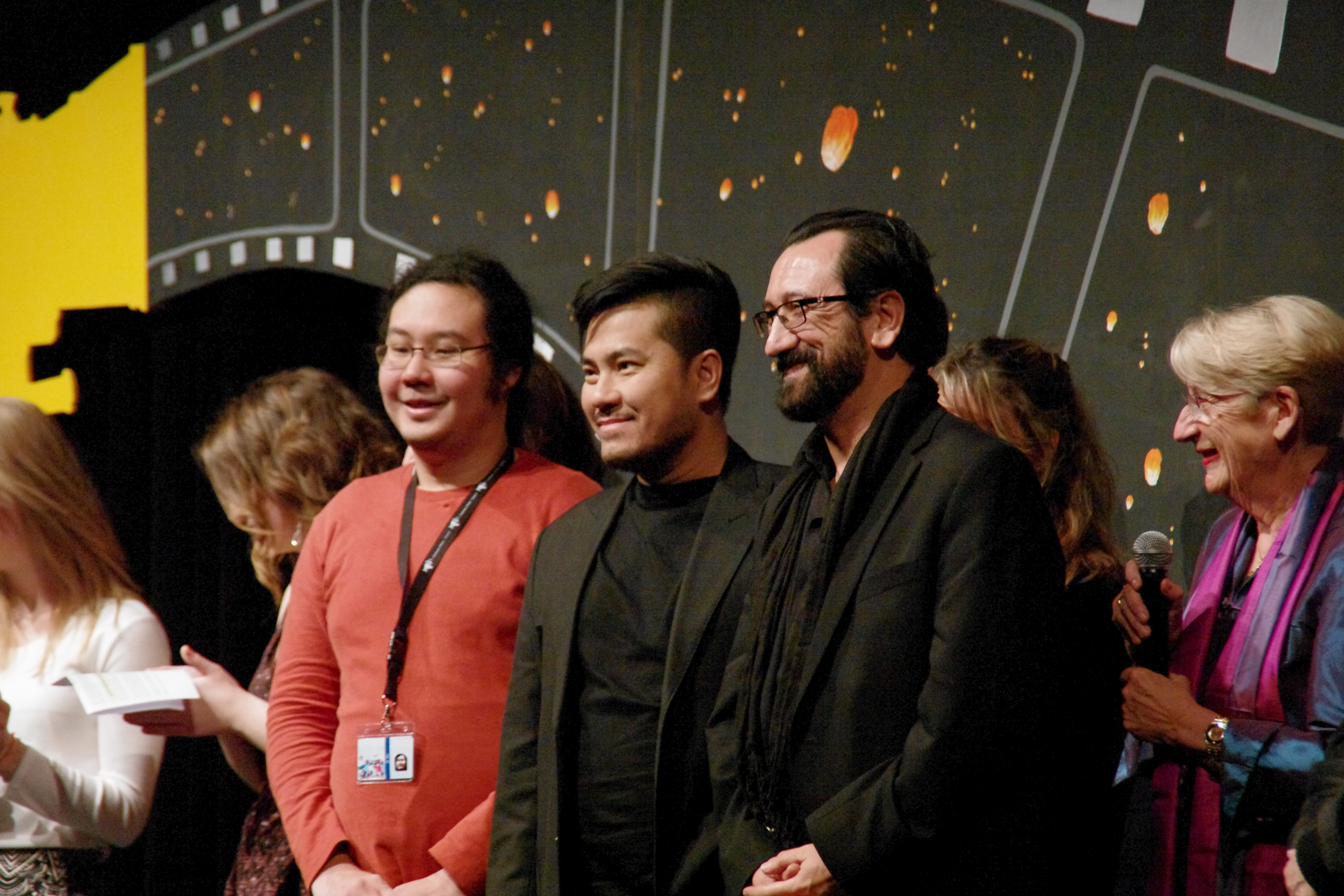
Jury Netpac, de gauche à droite, Donsaron Kovitvanitcha, Kan Lume et Mevlut Akkaya (Président)

- Im Sang-soo (président du jury), réalisateur  Corée du Sud
- Nan Triveni Achnas, réalisatrice  Singapour
- Mania Akbari, réalisatrice  Iran
- Euthana Mukdasanit, réalisateur  Thaïlande

### Jury NETPAC
- Mevlut Akkaya (président du jury), réalisateur et scénariste  Turquie
- Kan Lume, réalisateur  Singapour
- Donsaron Kovitvanitcha[1], scénariste, critique et journaliste  Thaïlande

### Jury Guimet
- Hubert Laot, directeur artistique de l'auditorium Guimet  France
- Véronique Prost, chargée de la programmation cinéma à l’auditorium du Musée national des Arts asiatiques-Guimet  France
- Anna-Nicole Hunt, chargée de communication à l’Auditorium Guimet  France

### Jury Presse
- Charles Tesson, critique et historien du cinéma  France
- Eithne O'Neill, écrivaine et critique  Irlande
- Vincent Malausa, journaliste  France

### Jury Jeunes
- Marion Priozet (présidente du jury), élève du Lycée des Haberges de Vesoul
- Composé d’une trentaine de collégiens, lycéens et étudiants

### Jury Lycéen
- Pauline Normand (co-présidente du jury)
- Malou Romary-Contet (co-présidente du jury)
- Composé d’élèves du lycée Belin de Vesoul et du lycée Lumière de Luxeuil-les-Bains

## Sélection

### En compétition
Films de fiction :
- Under Construction de Rubaiyat Hossain
- Back to the North de Liu Hao
- Tharlo de Pema Tseden
- Another Way de Cho Chang-ho
- Wednesday, May 9 de Vahid Jalilvand
- Being Good de Mipo O
- Walnut Tree de Yerlan Nurmukhambetov
- Invisible de Lawrence Fajardo
- La Nuit de Erden Kiral

Films documentaires :
- Voyage en occident de Jill Coulon
- Tashi and the Monk de Andrew Hinton & Johnny Burke
- Jharia, une vie en enfer, de Jean Dubrel & Tian Doan na Champassak
- Un Musicien français à la cour du Shah de Mehran Pourmandan
- De Hiroshima à Fukushima de Marc Petitjean
- La Cité de la mer d'Elias Khlat
- Cette Terre est la nôtre de Sai Kong Kham
- K2 and the Invisible Footmen de Iara Lee

### Hommages et Regards
- Les Maîtres oubliés du cinéma thaïlandais : Pridi Phonmayong  avec The King of the White Elephant ; Rattana Pestonji avec Country Hotel ; Euthana Mukdasanit avec Tongpan, Angel of Bar 21 et Butterfly and Flowers ; Permpol Choey-Aroon avec Les Bambous rouges et A Town in Fog ; Chatrichalerm Yukol avec Taxi Driver ; Manop Udomdej avec En marge de la société ; Vichit Kounavudhi avec Fils de l'Isan ; et Cherd Songsri avec Amdaeng Muen Kap Nay Rid.
- Hommage à Eran Riklis

## Palmarès
- Cyclo d'or : Tharlo de Pema Tseden
- Grand prix du jury : Wednesday, May 9 de Vahid Jalilvand
- Prix du Jury : Under Construction de Rubaiyat Hossain
- Mention spéciale : Walnut Tree de Yerlan Nurmukhambetov
- Prix de la critique : Being Good de Mipo O